# 轉依
轉依（梵語：āśraya-parāvṛtti、āśraya-parivṛtti），佛教術語，轉變所依之意，指有情眾生所依之處的改變。唯識宗以阿賴耶識為有情所依之處，若轉捨雜染識成清淨的無分別智，有情之身心也由雜染相續，變成清淨相續，這稱為轉依。唯識宗說，由修聖道，斷滅煩惱障證得大涅槃，斷滅所知障證得大菩提，此二果即稱為二轉依果。